# Castelnau-Durban
Castelnau-Durban – miejscowość i gmina we Francji, w regionie Oksytania, w departamencie Ariège.
Według danych na rok 1990 gminę zamieszkiwało 437 osób, a gęstość zaludnienia wynosiła 33 osób/km² (wśród 3020 gmin regionu Midi-Pireneje Castelnau-Durban plasuje się na 640. miejscu pod względem liczby ludności, natomiast pod względem powierzchni na miejscu 871.).